# Course de côte du Mont Ventoux
La course de côte du Mont Ventoux est une compétition pour automobiles, motos, et side-cars avant-guerre, qui fut disputée près d'Avignon et de Carpentras. L'organisation initiale dépendait de l'Automobile Club d'Avignon (ou Vauclusien) et du journal l'Auto-Vélo.

## Histoire

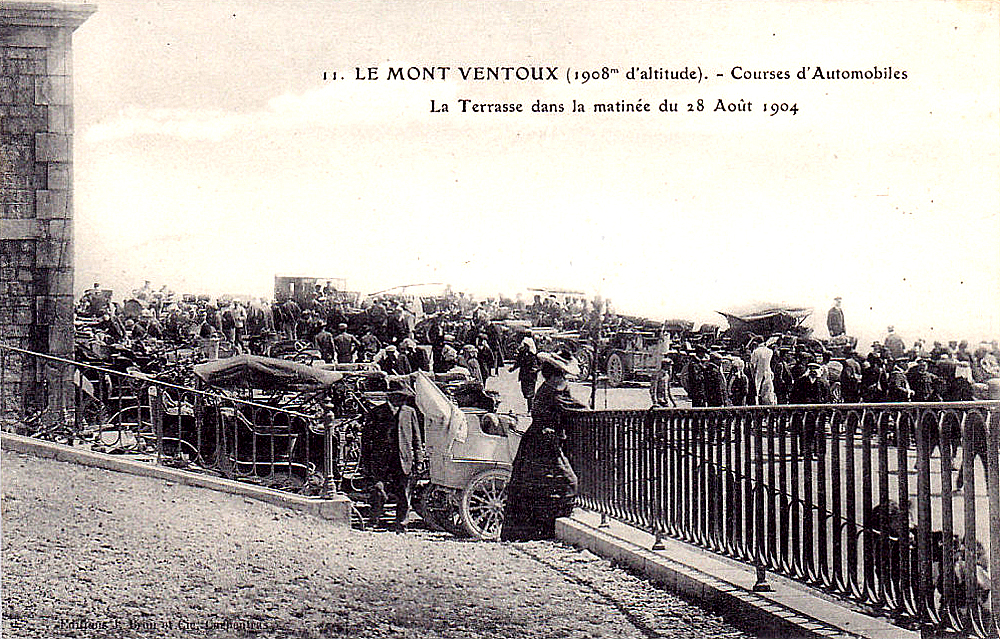
Spectateurs en août 1904.

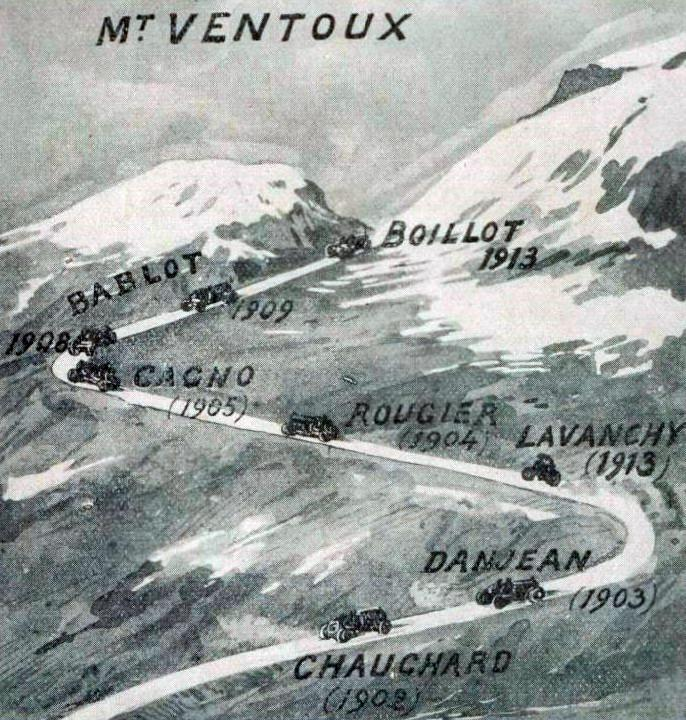
Vainqueurs de la côte du Ventoux avant 1914 : superposition aux deux derniers lacets (meilleur temps G.Boillot).

Initialement le départ a lieu du village de Bédoin jusqu'en 1936, pour une ascension de 21,56 km de longueur avec dénivelé de plus de 1 600 mètres jusqu'à l'observatoire du sommet. La route (appartenant au réseau routier interne du Mont) a été inaugurée en 1882 et goudronnée tardivement en 1934, son constructeur ayant indiqué à son propos : « La côte est telle qu'on peut la rêver, aussi dure et aussi longue qu'on peut la souhaiter ».
Trois périodes peuvent être distinguées : 1902 à 1913, 1921 à 1936 (temps des gentlemen drivers), et 1947 à 1976.
En 1908 se déroule également une course dite « en ligne » (pour la catégorie Touristes le samedi, la catégorie Vitesse ayant lieu le lendemain) remportée par Victor Vermorel sur une voiture de sa conception, exploit qu'il réitère quelques jours plus tard au Mont Pilat. En 1911 le futur vainqueur des 500 miles d'Indianapolis Jules Goux remporte sa catégorie. En 1922 René Thomas les a quant à lui déjà remportés huit ans plus lorsqu'il gagne la course (par deux fois consécutives).

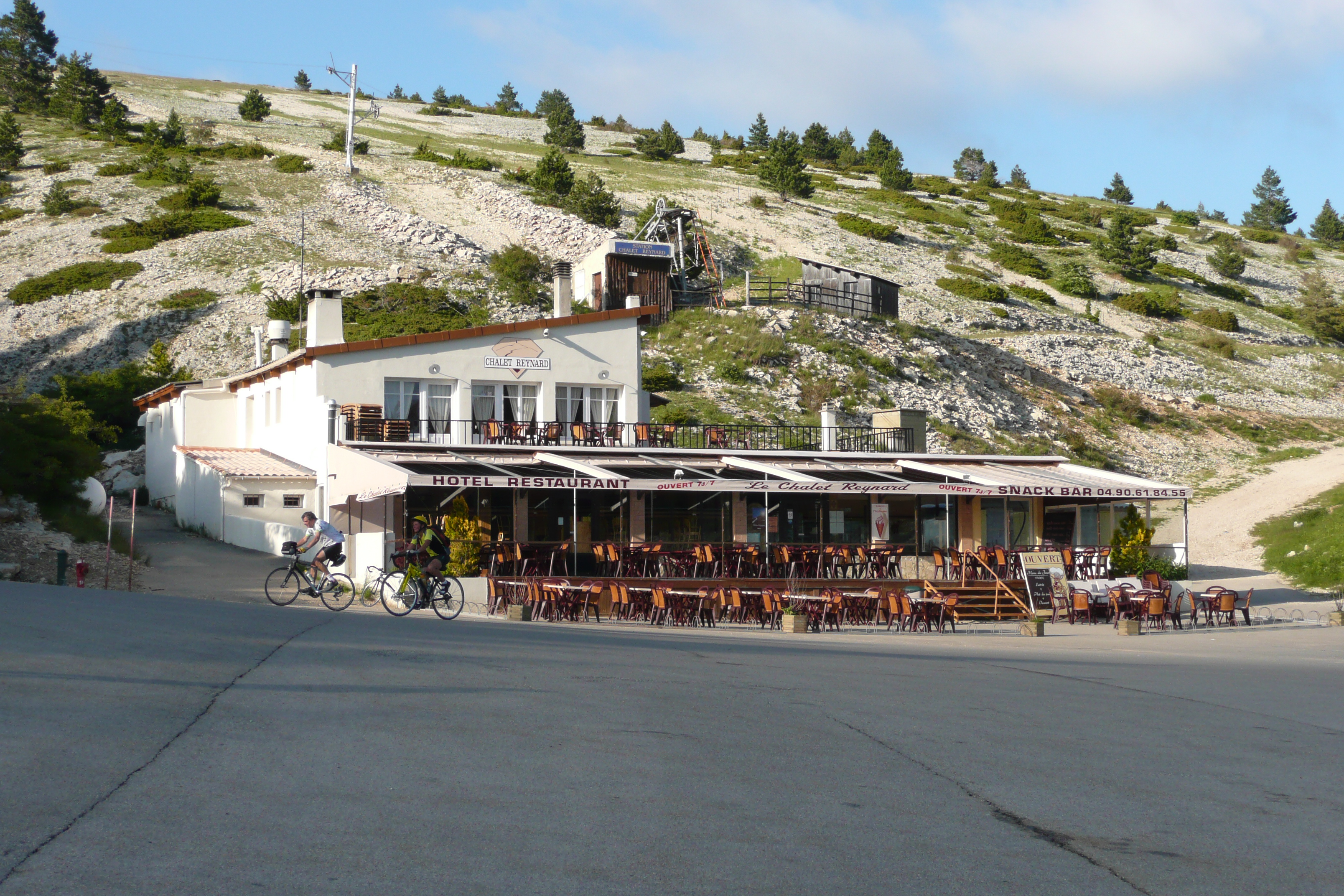
Le chalet Reynard.

À partir de 1988, le départ a lieu du virage de Saint-Estève et la ligne d'arrivée se situe au chalet Reynard, à 6 km du point culminant.
Le 20 juin 1970, le Belge André Willem se tue à bord d'une Lotus F3 en percutant un arbre peu après le départ.
Le Mont Ventoux a été comptabilisé au championnat d'Europe de la montagne AIACR durant les années 1930 et par la suite en formulation EHCC de 1957 (année de sa création, et toute première épreuve alors retenue sur les six du calendrier, un 30 juin) à 1973 sans interruption.
En 1976, la toute dernière édition « classique » de la course s'est disputée sur une distance raccourcie pour des raisons de sécurité, causes de son arrêt durant les douze années ultérieures.
Entre 1902 et 1976, vingt-six records absolus automobiles, vingt-et-un pour les motos, et quinze sur side-cars, ont été battus. 
Une tentative de restauration durable de la course est faite à partir de 1988 par l'ASA Vaucluse, le tracé se déroulant désormais sur 10 kilomètres.
Le centenaire de la création de la compétition donne lieu à la toute dernière course de côte du championnat de France.
Depuis 2009 a lieu la Ronde du Ventoux, version de l'évènement pour les véhicules historiques, organisée par Peter Auto.
Le 1er octobre 2017, la mythique course de côte renaît sous l'appellation « Montée Historique du Mont Ventoux » organisée désormais par Phocéa productions sur un tracé raccourci de 8,3 km et réservée aux voitures anciennes (avant 1990). Le départ est donné à la sortie de l’épingle de Saint Estève, et l’arrivée est fixée à proximité du Chalet Reynard.

## Palmarès entre 1902 et 1976

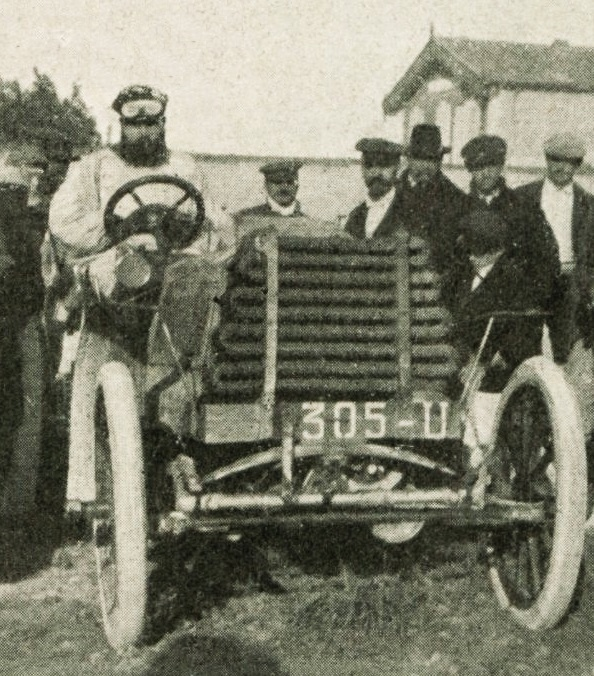
Le premier vainqueur Paul Chauchard, et sa Panhard 70 hp de près d'une tonne (1902).

| Année     | Pilote                                                                  | Voiture                                                                 | Temps                                                                   | Vitesse                                                                 |                                                                         |
| --------- | ----------------------------------------------------------------------- | ----------------------------------------------------------------------- | ----------------------------------------------------------------------- | ----------------------------------------------------------------------- | ----------------------------------------------------------------------- |
| 1902      | Paul Chauchard                                                          | Panhard et Levassor 70 HP                                               | 27 min 17 s                                                             | 47,501 km/h                                                             |                                                                         |
| 1903      | Jean Danjean                                                            | Richard-Brasier 40 HP                                                   | 25 min 25 s                                                             |                                                                         |                                                                         |
| 1904      | Henri Rougier                                                           | Turcat-Méry                                                             | 21 min 12 s 6                                                           |                                                                         |                                                                         |
| 1905      | Alessandro Cagno                                                        | Fiat                                                                    | 19 min 30 s                                                             |                                                                         |                                                                         |
| 1906      | Joseph Collomb                                                          | Rochet-Schneider                                                        | 24 min 40 s                                                             |                                                                         |                                                                         |
| 1907      | Henri Rougier                                                           | Lorraine-Dietrich                                                       | 20 min 14 s                                                             |                                                                         |                                                                         |
| 1908      | Paul Bablot                                                             | Brasier 120 HP                                                          | 19 min 8 s 8                                                            |                                                                         |                                                                         |
| 1909      | Paul Bablot                                                             | Brasier 120 HP                                                          | 18 min 41 s                                                             |                                                                         |                                                                         |
| 1910      | Georges Boillot                                                         | Peugeot Lion                                                            | 21 min 30 s 4                                                           |                                                                         |                                                                         |
| 1911      | Georges Deydier                                                         | Cottin et Desgouttes                                                    | 21 min 10 s 6                                                           | 65,598 km/h                                                             |                                                                         |
| 1912      | Georges Boillot                                                         | Peugeot L76                                                             | 17 min 46 s                                                             |                                                                         |                                                                         |
| 1913      | Georges Boillot                                                         | Peugeot                                                                 | 17 min 38 s                                                             |                                                                         |                                                                         |
| 1914-1920 | Premier conflit mondial                                                 | Premier conflit mondial                                                 | Premier conflit mondial                                                 | Premier conflit mondial                                                 | Premier conflit mondial                                                 |
| 1921      | Paul Bablot                                                             | Voisin 3,0 l                                                            | 20 min 27 s 6                                                           |                                                                         |                                                                         |
| 1922      | René Thomas                                                             | Delage Sprint                                                           | 18 min 58 s                                                             |                                                                         |                                                                         |
| 1923      | René Thomas                                                             | Delage Sprint                                                           | 18 min 18 s                                                             |                                                                         |                                                                         |
| 1924      | Albert Divo                                                             | Delage DH                                                               | 18 min 17 s 8                                                           |                                                                         |                                                                         |
| 1925      | Albert Divo                                                             | Delage Sprint II                                                        | 17 min 23 s 2                                                           |                                                                         |                                                                         |
| 1926      | Épreuve non disputée                                                    | Épreuve non disputée                                                    | Épreuve non disputée                                                    | Épreuve non disputée                                                    | Épreuve non disputée                                                    |
| 1927      | Jourdan                                                                 | Salmson 1100                                                            | 19 min 52 s 6                                                           |                                                                         |                                                                         |
| 1928      | René Lamy                                                               | Bugatti Type 35C                                                        | 16 min 45 s 2                                                           |                                                                         |                                                                         |
| 1929      | Marcel Lanciano                                                         | Bugatti Type 37A                                                        | 18 min 38 s 4                                                           |                                                                         |                                                                         |
| 1930      | Pierre Rey                                                              | Bugatti Type 35C                                                        | 17 min 38 s                                                             |                                                                         |                                                                         |
| 1931      | Rudolf Caracciola                                                       | Mercedes-Benz SSKL                                                      | 15 min 22 s                                                             |                                                                         |                                                                         |
| 1932      | Rudolf Caracciola                                                       | Alfa Romeo Monza                                                        | 15 min 12 s 4                                                           |                                                                         |                                                                         |
| 1933      | Whitney Straight                                                        | Maserati 8CM                                                            | 14 min 31 s 6                                                           |                                                                         |                                                                         |
| 1934      | Hans Stuck                                                              | Auto Union Type A                                                       | 13 min 38 s 8                                                           |                                                                         |                                                                         |
| 1935      | Épreuve spécifique annulée                                              | Épreuve spécifique annulée                                              | Épreuve spécifique annulée                                              | Épreuve spécifique annulée                                              | Épreuve spécifique annulée                                              |
| 1936      | René Carrière                                                           | Delahaye 135                                                            | 14 min 52 s 4                                                           | 87,135 km/h                                                             |                                                                         |
| 1937-1946 | Guerre d'Abyssinie (Italie toute proche), puis deuxième conflit mondial | Guerre d'Abyssinie (Italie toute proche), puis deuxième conflit mondial | Guerre d'Abyssinie (Italie toute proche), puis deuxième conflit mondial | Guerre d'Abyssinie (Italie toute proche), puis deuxième conflit mondial | Guerre d'Abyssinie (Italie toute proche), puis deuxième conflit mondial |
| 1947      | « Claude des Tages »                                                    | Cisitalia D46                                                           | 16 min 38 s 8                                                           | 77,853 km/h                                                             |                                                                         |
| 1948      | Robert Manzon                                                           | Simca-Gordini T11                                                       | 14 min 30 s 4                                                           |                                                                         |                                                                         |
| 1949      | Maurice Trintignant                                                     | Simca-Gordini T11                                                       | 14 min 3 s 6                                                            | 92,176 km/h                                                             |                                                                         |
| 1950      | Robert Manzon                                                           | Simca-Gordini T15                                                       | 13 min 21 s 4                                                           | 97,030 km/h                                                             |                                                                         |
| 1951      | Épreuve non disputée                                                    | Épreuve non disputée                                                    | Épreuve non disputée                                                    | Épreuve non disputée                                                    | Épreuve non disputée                                                    |
| 1952      | Robert Manzon                                                           | Simca-Gordini T15                                                       | 13 min 17 s 7                                                           | 97,480 km/h                                                             |                                                                         |
| 1956      | René Cotton                                                             | Mercedes-Benz 300 SL                                                    | 14 min 1 s 6                                                            | 92,395 km/h                                                             |                                                                         |
| 1957 *    | Willy Peter Daetwyler                                                   | Maserati 200S                                                           | 12 min 39 s 5                                                           | 102,383 km/h                                                            |                                                                         |
| 1958      | Jean Behra                                                              | Porsche 1500RSK                                                         | 12 min 9 s 8                                                            | 106,549 km/h                                                            |                                                                         |
| 1959      | Edgar Barth                                                             | Porsche RSK                                                             | 12 min 16 s 8                                                           |                                                                         |                                                                         |
| 1960      | Maurice Trintignant                                                     | Cooper T43-Climax                                                       | 11 min 51 s 8                                                           |                                                                         |                                                                         |
| 1961      | Heini Walter                                                            | Porsche RS61                                                            | 12 min 9 s 8                                                            |                                                                         |                                                                         |
| 1962      | Ludovico Scarfiotti                                                     | Ferrari 196 SP                                                          | 11 min 28 s 8                                                           | 112,521 km/h                                                            |                                                                         |
| 1963      | Heini Walter                                                            | Porsche RSK                                                             | 11 min 50 s                                                             | 109,521 km/h                                                            |                                                                         |
| 1964      | Maurice Trintignant                                                     | BRM P57                                                                 | 11 min 17 s 2                                                           |                                                                         |                                                                         |
| 1965      | Hans Herrmann                                                           | Abarth 2000 SP                                                          | 11 min 16 s 5                                                           | 114,944 km/h                                                            |                                                                         |
| 1966      | Gerhard Mitter                                                          | Porsche Carrera 6                                                       | 10 min 44 s 0                                                           |                                                                         |                                                                         |
| 1967      | Rolf Stommelen                                                          | Porsche 910 Bergspyder                                                  | 10 min 53 s 9                                                           |                                                                         |                                                                         |
| 1968      | Gerhard Mitter                                                          | Porsche 910 Bergspyder                                                  | 10 min 12 s 1                                                           |                                                                         |                                                                         |
| 1969      | Peter Schetty                                                           | Ferrari 212E Montagna                                                   | 10 min 0 s 5                                                            | 129,492 km/h                                                            |                                                                         |
| 1970      | Johannes Ortner                                                         | Abarth 3000                                                             | 10 min 4 s 8                                                            | 128,571 km/h                                                            |                                                                         |
| 1971      | « Jimmy » Mieusset                                                      | Pygmée MDB15-Ford                                                       | 10 min 14 s 3                                                           |                                                                         |                                                                         |
| 1972      | Xavier Perrot                                                           | March 722-Ford                                                          | 9 min 51 s 5                                                            | 131,552 km/h                                                            |                                                                         |
| 1973      | « Jimmy » Mieusset                                                      | March 722-Ford                                                          | 9 min 3 s 6                                                             |                                                                         |                                                                         |
| 1974-1975 | Épreuve non disputée                                                    | Épreuve non disputée                                                    | Épreuve non disputée                                                    | Épreuve non disputée                                                    | Épreuve non disputée                                                    |
| 1976      | « Jimmy » Mieusset                                                      | March 762-BMW                                                           | 6 min 11 s                                                              | 149,163 km/h                                                            |                                                                         |

* Première course du premier championnat d'Europe de la montagne en version EHCC d'après-guerre (Fernand Masoero a été triple vainqueur de groupe 1 lors des trois dernières éditions « classiques » de l'épreuve, et Jean-Pierre Hanrioud a remporté trois victoires de groupe successives entre 1966 et 1968).

## Galerie

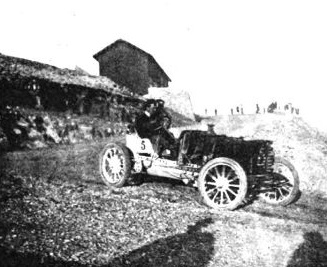
Henri Rougier, vainqueur de l'édition 1904 sur Turcat-Mery.
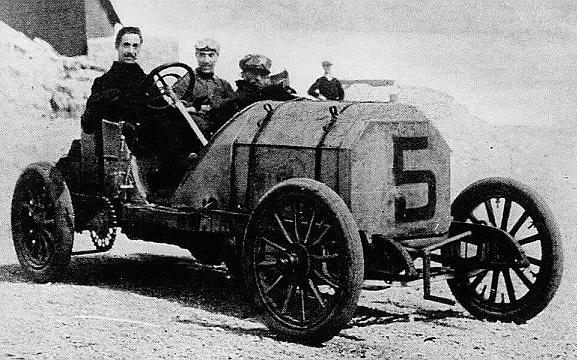
Alessandro Cagno vainqueur le 17 septembre 1905 sur Fiat 100 hp.
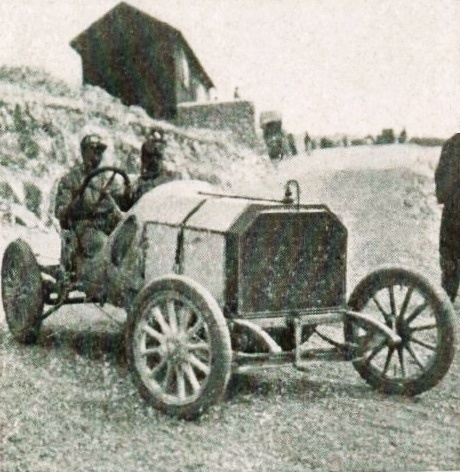
Collomb sur Rochet-Schneider au Mont Ventoux (1906).
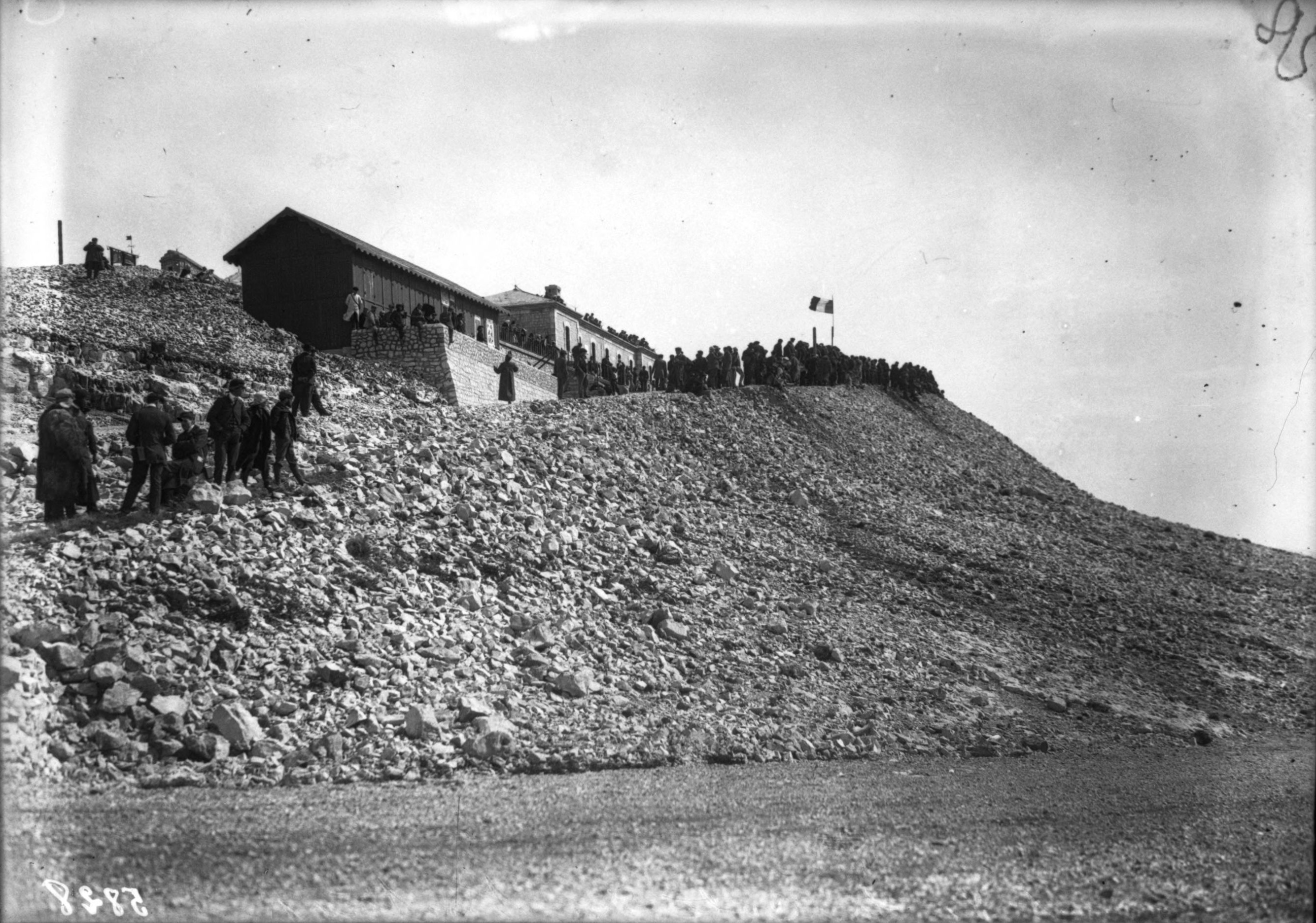
Spectateurs sur le mont Ventoux, en 1906.
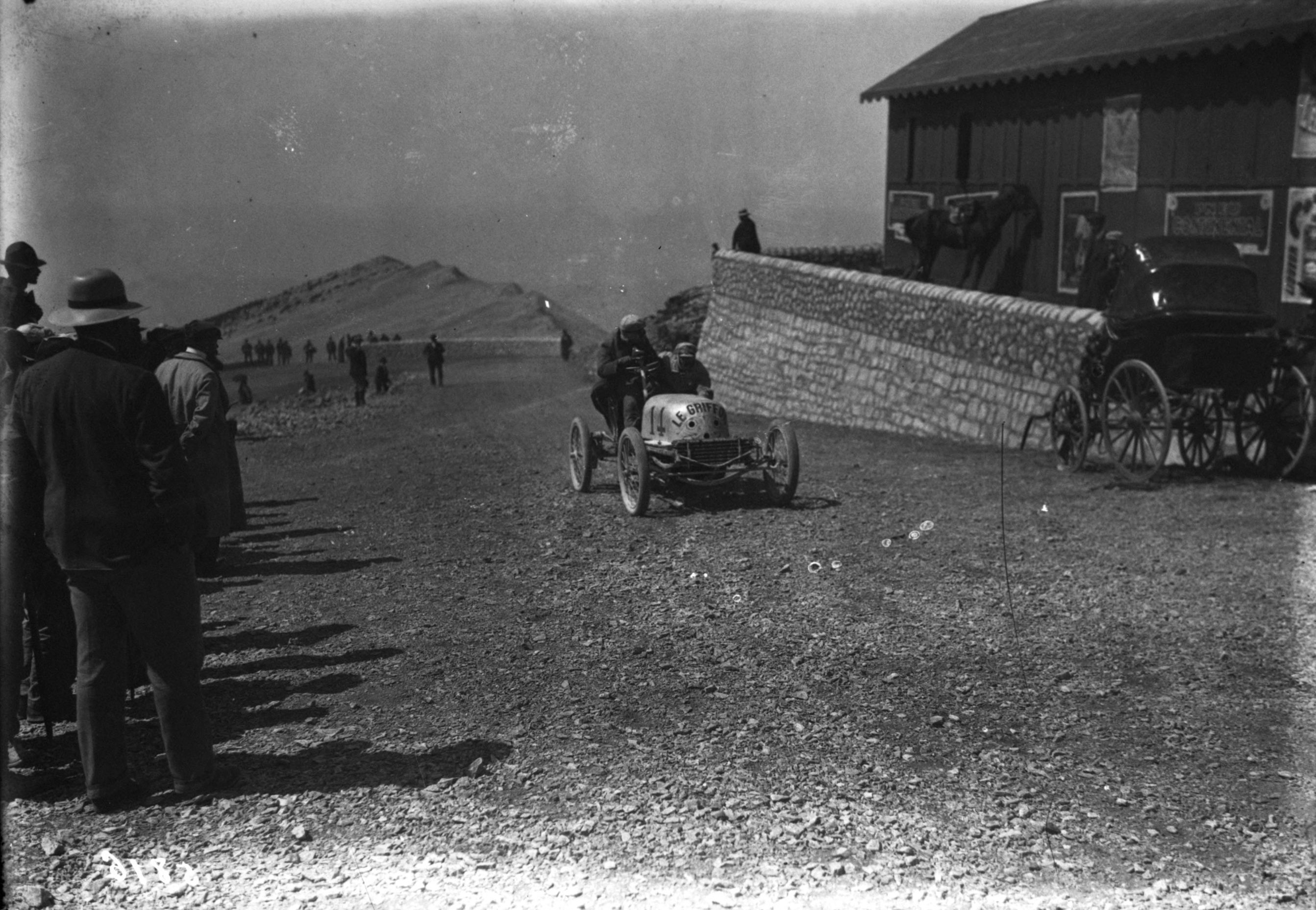
Arrivée au sommet près de l'observatoire d'un véhicule Richard-Barsier, 1906.
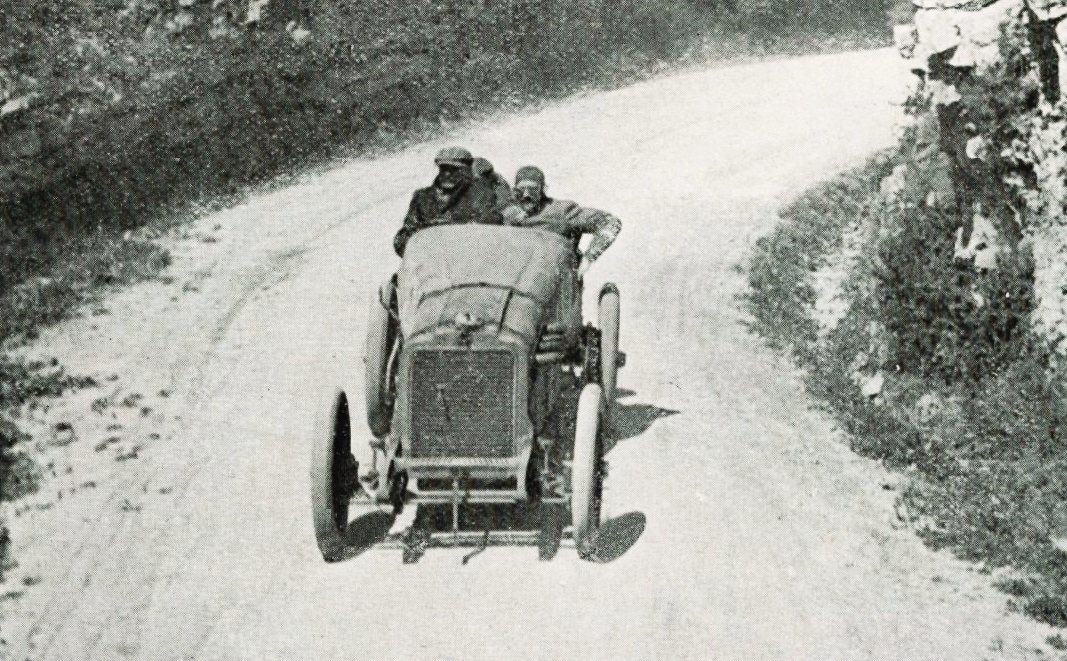
Paul Bablot, vainqueur en 1908.
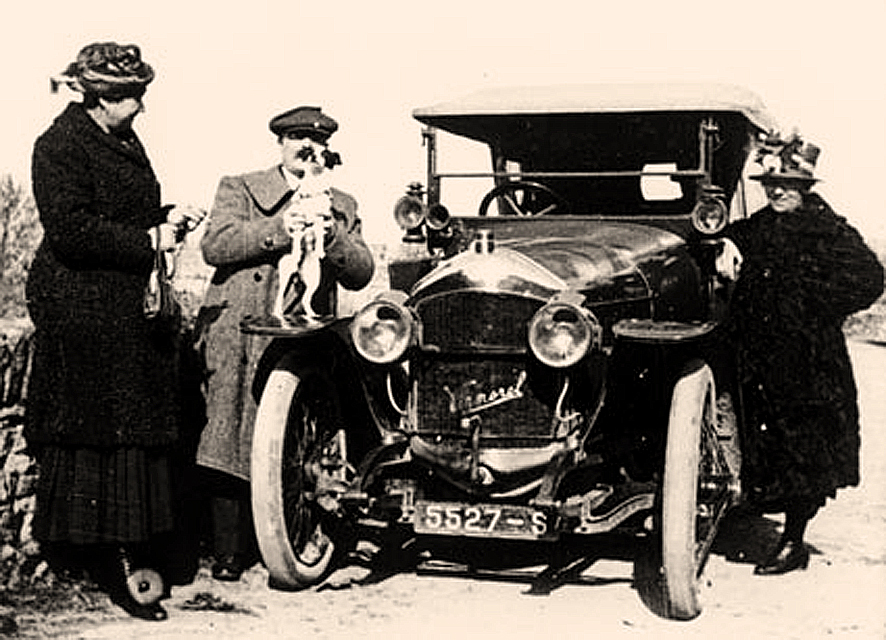
Victor Vermorel et sa Vermorel, en 1908 (pour la dernière course amateur organisée sur le Mont).
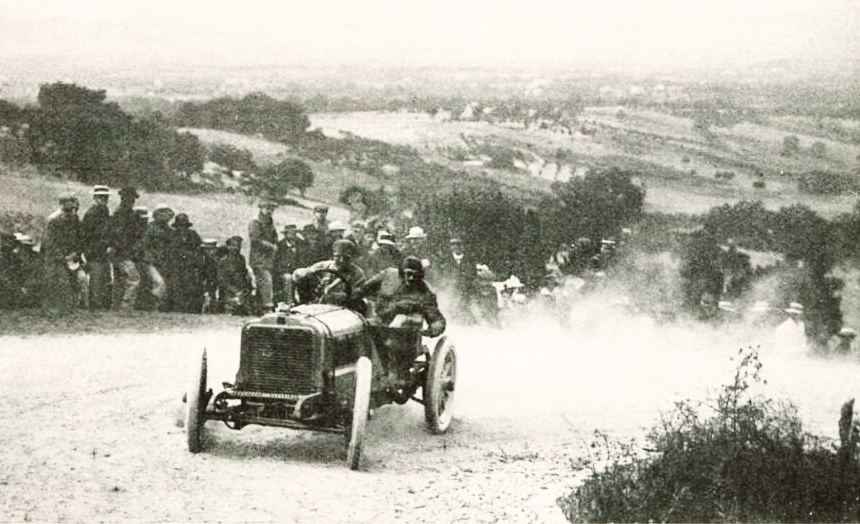
Bablot pour un deuxième succès en 1909.
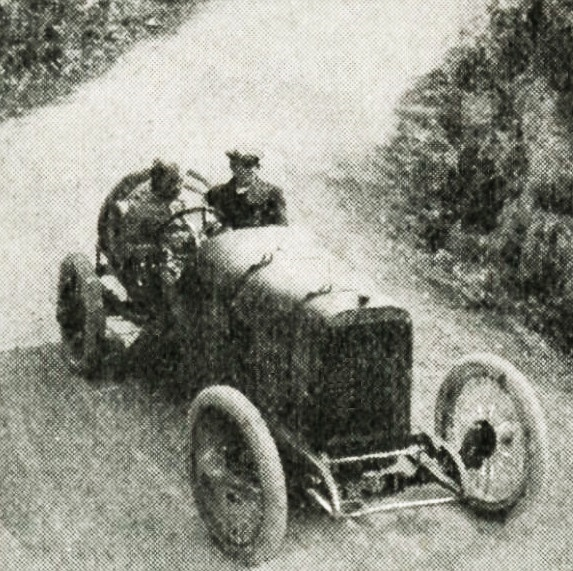
Georges Boillot vainqueur en 1912, sur Peugeot L76.
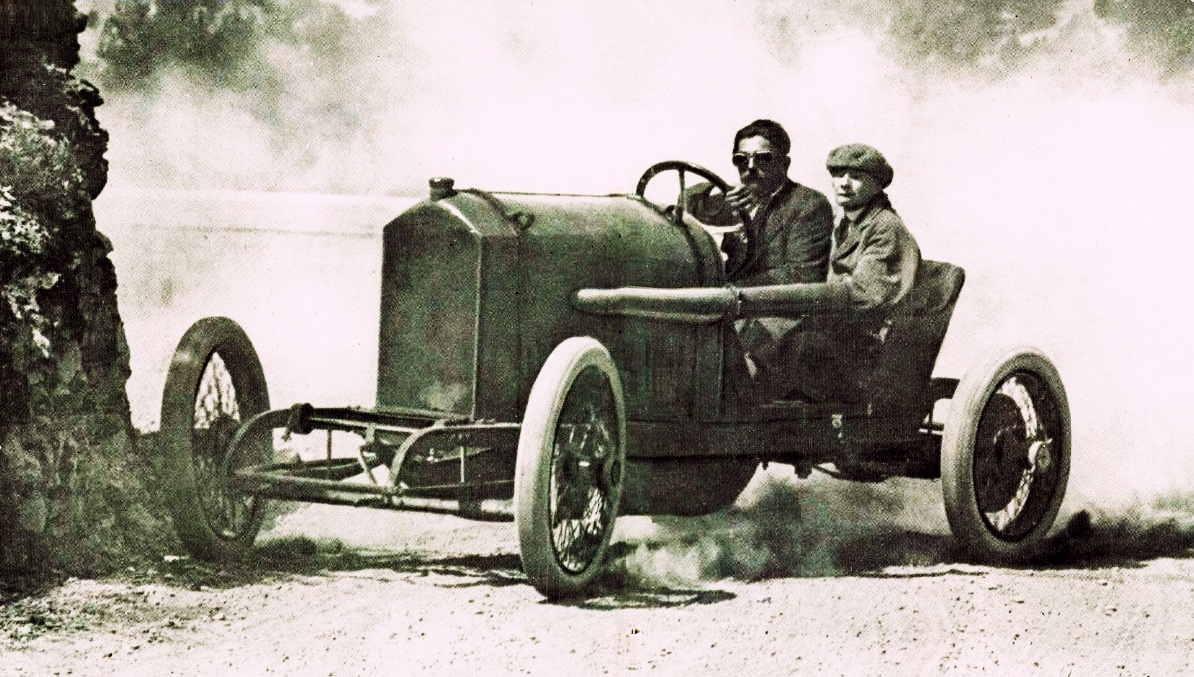
Georges Boillot vainqueur en 1913, sur Peugeot.
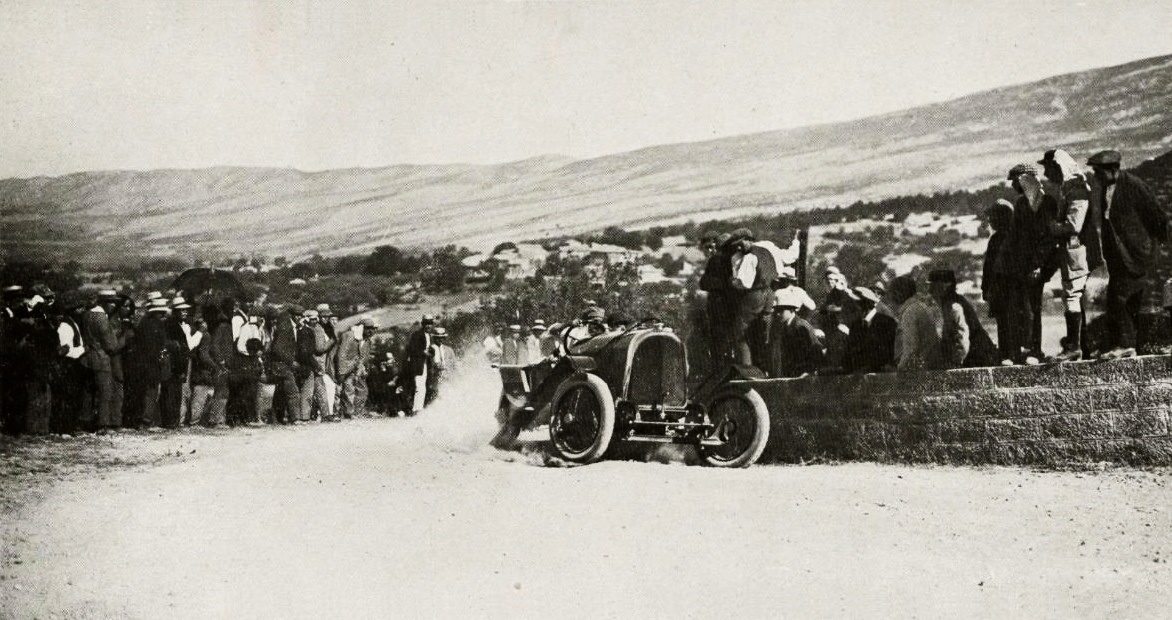
Paul Bablot vainqueur une troisième fois en treize ans, en 1921 sur Voisin 3 l.
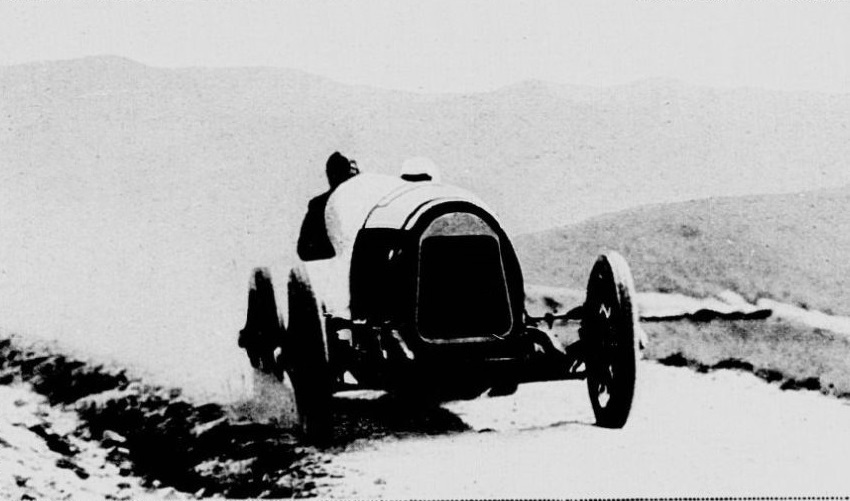
Thomas ici vainqueur pour la première fois, en 1922 sur Delage Sprint 5 L.
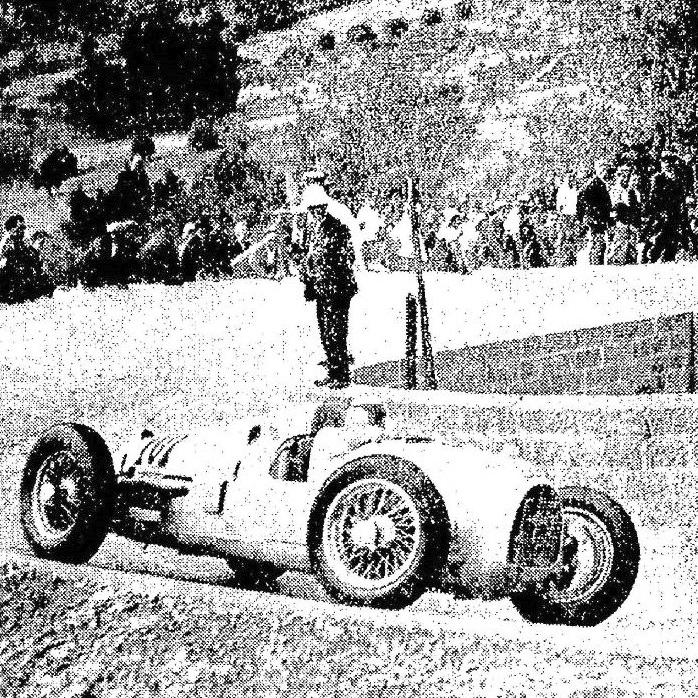
Hans Stuck vainqueur en 1934, à la courbe de Saint-Estève.

## Palmarès de 1988 à 2002
| Année | Pilote            | Voiture | Temps      | Vitesse      |
| ----- | ----------------- | ------- | ---------- | ------------ |
| 1988  | Marcel Tarrès     | Martini | 4 min 2 s  | 149,134 km/h |
| 1989  | Daniel Boccard    | Martini | 4 min 11 s | 143,936 km/h |
| 1990  | Marcel Tarrès     | Martini | 4 min 4 s  | 147,715 km/h |
| 1991  | Marcel Tarrès     | Martini | 4 min 7 s  | 146,164 km/h |
| 1992  | Daniel Boccard    | Martini | 4 min 4 s  | 148,278 km/h |
| 1993  | Daniel Boccard    | Martini | 4 min 4 s  | 148,164 km/h |
| 1994  | Daniel Boccard    | Martini | 4 min 4 s  | 148,032 km/h |
| 1995  | Daniel Boccard    | Martini | 4 min 1 s  | 149,637 km/h |
| 1996  | Daniel Boccard    | Martini | 4 min 53 s | 123,481 km/h |
| 1997  | Daniel Boccard    | Martini | 4 min 18 s | 139,867 km/h |
| 1998  | Daniel Boccard    | Martini | 4 min 28 s | 134,934 km/h |
| 1999  | Bernard Chambérod | Reynard | 3 min 56 s | 153,107 km/h |
| 2000  | Bernard Chambérod | Reynard | 3 min 58 s | 151,790 km/h |
| 2001  | Bernard Chambérod | Reynard | 3 min 56 s | 152,790 km/h |
| 2002  | Bernard Chambérod | Reynard | 3 min 58 s | 151,760 km/h |